# Лаймавілл (Огайо)
Лаймавілл (англ. Limaville) — селище (англ. village) в США, в окрузі Старк штату Огайо. Населення — 151 осіб (2010).

## Географія
Лаймавілл розташований за координатами 40°59′8″ пн. ш. 81°9′3″ зх. д. / 40.98556° пн. ш. 81.15083° зх. д. (40.985543, -81.150705).  За даними Бюро перепису населення США в 2010 році селище мало площу 0,72 км², з яких 0,71 км² — суходіл та 0,02 км² — водойми.

## Демографія
Згідно з переписом 2010 року, у селищі мешкала 151 особа в 60 домогосподарствах у складі 44 родин. Густота населення становила 208 осіб/км².  Було 65 помешкань (90/км²).
Расовий склад населення:
| - 98,0 % — білих - 2,0 % — чорних або афроамериканців |

До двох чи більше рас належало 0,0 %. Частка іспаномовних становила 0,7 % від усіх жителів.
За віковим діапазоном населення розподілялося таким чином: 25,8 % — особи молодші 18 років, 53,7 % — особи у віці 18—64 років, 20,5 % — особи у віці 65 років та старші. Медіана віку мешканця становила 42,2 року. На 100 осіб жіночої статі у селищі припадало 109,7 чоловіків;  на 100 жінок у віці від 18 років та старших — 93,1 чоловіків також старших 18 років.
Середній дохід на одне домашнє господарство  становив 42 168 доларів США (медіана — 44 750), а середній дохід на одну сім'ю — 47 370 доларів (медіана — 45 357). За межею бідності перебувало 8,6 % осіб, у тому числі 15,0 % дітей у віці до 18 років та 21,4 % осіб у віці 65 років та старших.
Цивільне працевлаштоване населення становило 68 осіб. Основні галузі зайнятості: виробництво — 35,3 %, роздрібна торгівля — 23,5 %, транспорт — 17,6 %.